# دي إم زد
دي إم زد (بالإنجليزية: DMZ )‏ هو مسلسل قصير من بطولة روزاريو دوسن، بنجامين برات وهون لي. عرض المسلسل على منصة إتش بي أو ماكس في 17 مارس 2022.